# جين رودينبيري

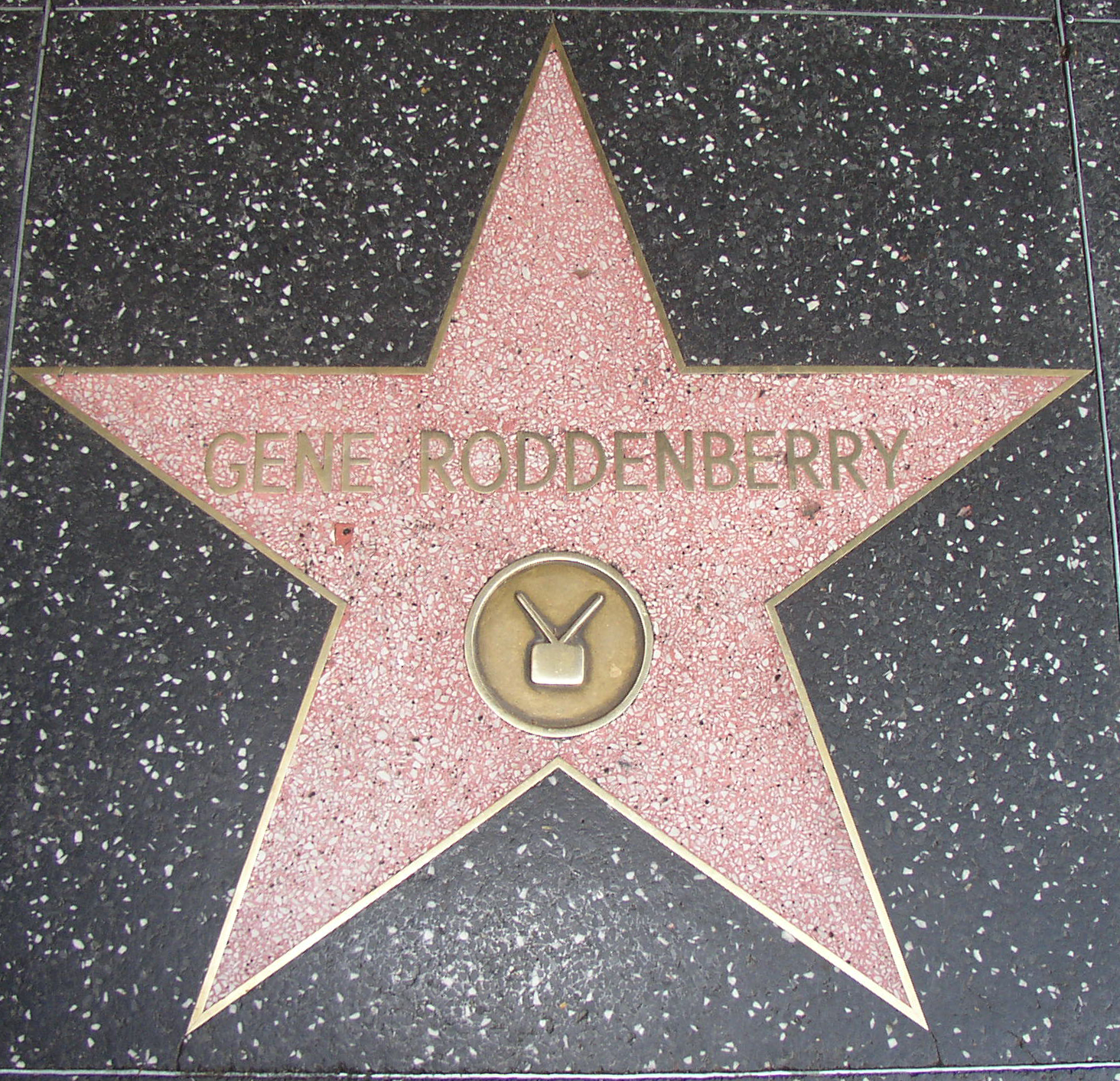
نجمة رودينبيري ممر الشهرة في هوليوود

جين رودينبيري (بالإنجليزية: Gene Roddenberry)‏ مواليد 19 أغسطس 1921 في إل باسو، الولايات المتحدة - الوفاة 24 أكتوبر 1991 في سانتا مونيكا، الولايات المتحدة، هو كاتب سيناريو، منتج تلفزيوني ومستقبلي أمريكي. معروف بصنع سلسلة ستار تريك. وسبق أن فاز بعدة جوائز منها جائزة زحل.

## الأعمال
- ستار تريك: الفيلم السينمائي
- النجم اللامع

## وصلات خارجية
- جين رودينبيري على موقع IMDb (الإنجليزية)
- جين رودينبيري على موقع الموسوعة البريطانية (الإنجليزية)
- جين رودينبيري على موقع ألو سيني (الفرنسية)
- جين رودينبيري على موقع ميوزك برينز (الإنجليزية)
- جين رودينبيري على موقع تيرنر كلاسيك موفيز (الإنجليزية)
- جين رودينبيري على موقع أول موفي (الإنجليزية)
- جين رودينبيري على موقع قاعدة بيانات الأفلام السويدية (السويدية)
- جين رودينبيري على موقع إن إن دي بي (الإنجليزية)
- جين رودينبيري على موقع ديسكوغز (الإنجليزية)
- جين رودينبيري على موقع قاعدة بيانات الفيلم (الإنجليزية)